# Cono Este

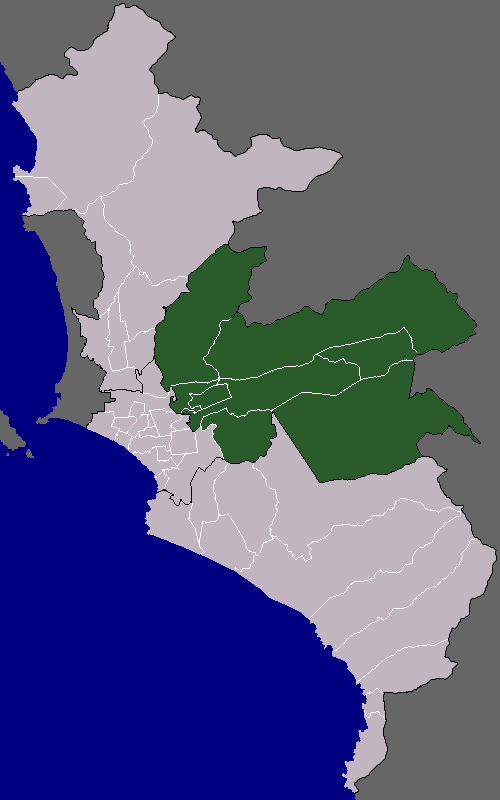
Mapa de l'àrea metropolitana de Lima situant el districte de Cono este.

El Cono Este és una de les sis àrees que conformen l'Àrea metropolitana de Lima. Està situat a l'est de la metròpoli i d'aquí li ve el seu nom. Els nivells socioeconòmic d'aquest districte són variats.
Tanmateix, pertanyen principalment a la classe mitjana. Els residents més rics es poden trobar en uns quants districtes en aquesta àrea mentre molts limenys venen a aquesta àrea per escapar-se dels hiverns nuvolosos de Lima. Durant l'hivern, aquesta és l'única àrea de Lima que no és permanentment coberta per la boira. Les àrees més desenvolupades d'aquesta secció són les urbanitzacions de Chosica i Chaclacayo. Els menys desenvolupats són El Agustino ple de tuguris, i Cienguilla, que pràcticament no està urbanitzat. El districte d'Ate té un cert nivell d'industrialització.

## Districtes
Els districtes següents formen part del Cono Este:
- Ate
- Cieneguilla
- Chaclacayo
- El Agustino
- Lurigancho
- San Luis (Lima)
- Santa Anita